# سینه‌زغالی گلوسبز
سینه‌زغالی گلوسبز (نام علمی: Anthracothorax viridigula) نام یک گونه از سرده سینه‌زغالی است.